# Баклофен

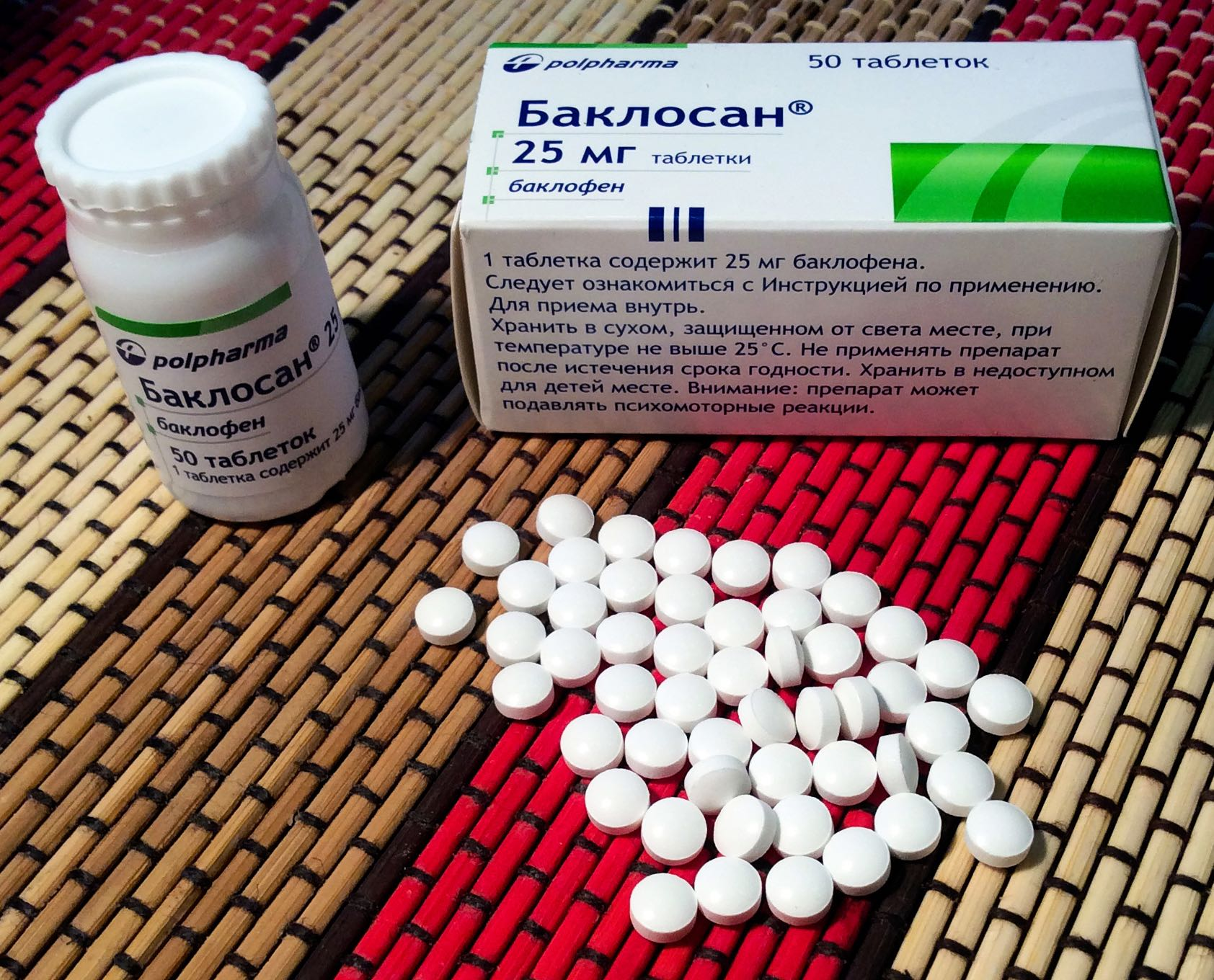
Баклосан в дозировке 25 мг

Баклофе́н — лекарственное средство, миорелаксант центрального действия, ГАМКb-стимулятор. По структуре баклофен сходен с производными γ-аминомасляной кислоты, γ-оксимасляной кислоты: аминалоном и фенибутом. От последнего отличается наличием атома хлора в пара-положении фенильного ядра. Торговое название: «Баклосан».
Препарат используется в лечении обратимой спастичности, а также последствий, возникших в результате рассеянного склероза или поражения спинного мозга. Не используется при спазмах мышц, возникающих из-за ревматологических заболеваний.
Не по назначению используется при лечении алкогольной болезни печени, для снижения тяги к алкоголю, при невралгии тройничного нерва, при гастроэзофагеальной рефлюксной болезни и икоте.

## Фармакологическое действие
Фармакодинамика
Фармакологические свойства баклофена иные, чем у фенибута и других ноотропных препаратов. Он является агонистом ГАМК-Б-рецепторов, а основное проявление его фармакологической активности — антиспастическое действие. Он угнетает спинальные и висцеральные рефлексы, уменьшает мышечное напряжение (снижает тонус скелетных мышц), клонус. Оказывает также анальгезирующее действие.
Предполагается, что угнетение моно- и полисинаптических рефлексов обусловлено уменьшением выделения возбуждающих аминокислот (глутамата и аспартата) из везикул, что происходит в результате стимуляции пресинаптических ГАМК-рецепторов. Следовательно угнетающее действие препарата, наступающее спустя несколько часов после приема, может быть объяснено высвобождением аккумулированного чрезмерного потенциала гамкергетических тормозных систем.
Фармакокинетика
Абсорбция — высокая. TCmax — 2-3 ч. Связь с белками плазмы — 30%. Проникает через плацентарный барьер, выделяется с грудным молоком. Метаболизируется печенью. Выводится почками (преимущественно в неизмененном виде).

## Применение
Показания
Спастичность при рассеянном склерозе, инсультах, черепно-мозговых травмах, менингите, спинальных заболеваниях (инфекционного, дегенеративного, опухолевого и травматического генеза), при детском церебральном параличе.
Алкоголизм
Во Франции с марта 2014 года, медицинские авторитетные органы (ANSM : Agence nationale de sécurité des médicaments et des produits de santé) разрешили выписывать баклофен для лечения наркотических зависимостей. Клинические тесты, проведённые на больных алкоголизмом (с 2008 года по 2014), показали очень хорошие положительные результаты. Несмотря на уровень потребления алкоголя и срок потребления (хронические пациенты или случайные пользователи, но пьющие чрезмерные дозы), результаты лечения баклофеном были потрясающие. Почти 80% пациентов избавились от алкогольной зависимости.
Это свойство баклофена было замечено во Франции Доктором медицинских наук Оливьером Амаисеном (Olivier Ameisen), кардиологом, ставшим алкоголиком и  вылечившимся  этим лекарством. Общественное мнение не было готово к такому необыкновенно легкому излечению алкоголизма, так как традиционные и далеко не дешевые способы лечения через терапию в центрах реабилитации не приводят к таким замечательным результатам. Доктор Olivier Ameisen, столкнулся со скептицизмом медиков к использованию неврологического лекарства для лечения алкогольной зависимости. Поэтому он написал книгу «Последний бокал» (Dernier verre, Dr. Oliver Ameisen, Denoel, 2008), в которой подробно рассказал свои случай и тем самым мобилизовал публичное мнение. После этой книги во Франции было организовано несколько клинических тестов, проведенных под наблюдением государственных органов. Вышеуказанные результаты этих тестов заставили медицинские органы Франции разрешить применение баклофена в рамках лечения алкогольной зависимости.
На сегодняшний день, остаются не совсем понятны параметры, касающиеся дозировки и побочных эффектов. Дозировка зависит от степени зависимости и от физиологии каждого пациента  .
Противопоказания
Гиперчувствительность, эпилепсия, судороги (в анамнезе), психозы, болезнь Паркинсона, хроническая почечная недостаточность.
C осторожностью
Цереброваскулярная недостаточность, атеросклероз сосудов головного мозга, язвенная болезнь желудка и 12-перстной кишки, беременность, период лактации, пожилой возраст, детский возраст (до 12 лет)

## Режим дозирования
Внутрь, во время еды: начальная доза — 5 мг 3 раза в сутки с последующим увеличением дозы каждые 3 дня на 5 мг до достижения эффекта, обычно не более 20-25 мг 3 раза в сутки; максимальная доза — 100 мг/сут (на короткое время в условиях стационара). Окончательная доза устанавливается т.о., чтобы снижение мышечного тонуса не приводило к чрезмерной миастении и не ухудшало двигательные функции. При повышенной чувствительности начальная суточная доза — 5-10 мг с последующим более медленным увеличением. При хронической почечной недостаточности и при проведении гемодиализа — суточная доза 5 мг. У детей до 10 лет суточная доза — 0.75-2 мг/кг, старше 10 лет — 2.5 мг/кг; начальная доза — 1.5-2 мг/кг 4 раза в сутки, поддерживающая доза для детей 1-2 лет — 10-20 мг/сут, 2-10 лет — 30-60 мг/сут. Отмену препарата проводят постепенно (в течение 1-2 нед).
При несоблюдении начальных доз, а также самостоятельном увеличении дозировки препарат может стать причиной возникновения лекарственной зависимости.
Передозировка
Симптомы.
Мышечная гипотония, произвольное мочеиспускание и дефекация, судороги, угнетение дыхательного центра, спутанность сознания, кома, вплоть до летального исхода; после возвращения сознания мышечная гипотония может сохраняться в течение 72 ч.
Лечение.
Обильное питье, диуретики; при угнетении дыхания — искусственная вентиляция лёгких. В качестве антидота можно использовать аналептики — бемегрид, никетамид флумазенил. При возникновении галлюцинаторных состояний показаны нейролептики и транквилизаторы для облегчения засыпания.

## Побочные эффекты
Тошнота, рвота, сонливость, головокружение, астения, сухость во рту, спутанность сознания, нарушение походки, задержка мочи, запоры или диарея, снижение артериального давления, апатия; эйфория, депрессия, парестезии, миалгия, миастения, атаксия, тремор, нистагм, парез аккомодации, галлюцинации, дизурия, энурез; судороги, снижение судорожного порога, мидриаз, увеличение массы тела. При длительном применении — нарушение функции печени.

### Синдром отмены
При резкой отмене препарата после курса применения длительностью более 2-х месяцев могут возникнуть гиперметаболизм с гиперпирексией, нарушения психического состояния, ригидность мышц, повторные проявления спастичности, которые могут развиться в рабдомиолиз, а также может происходить отказ внутренних органов. Возобновление приёма препарата в той же дозировке, в которой препарат применялся до отмены, уменьшает симптомы.

## Особые указания
Побочные действия часто имеют транзиторный характер, их следует отличать от симптомов заболевания, по поводу которого проводится лечение: при сопутствующей эпилепсии лечение проводят без отмены противоэпилептических лекарственных средств. У пациентов с заболеваниями печени и сахарным диабетом необходимо периодически контролировать активность «печеночных» трансаминаз, щелочной фосфатазы, глюкозы крови. Во время лечения следует воздерживаться от потенциально опасных видов деятельности, связанных с необходимостью повышенного внимания и быстрых психических и двигательных реакций.
Препарат следует применять с соблюдением начальных доз во избежание лекарственной зависимости и синдрома отмены.

## Злоупотребление
Препарат широко распространён для рекреационного использования. Из-за его действия на ЦНС с помощью лекарства получается достичь эйфорию. Баклофен снимает мышечное напряжение, обладает психостимулирующим и антидепрессивным действием. Психотропный эффект остаётся на несколько часов, после чего появляются сонливость и головные боли.
При длительном злоупотреблении появляется зависимость, а при резкой отмене вызывает неврологические и психические расстройства.